# Kasos
Die griechische Insel Kasos (griechisch Κάσος (f. sg.)) bildet mit den unbewohnten Inseln Armathia, Makronisi und weiteren Felseninselchen die gleichnamige Gemeinde (griechisch δήμος, Dimos) in der Region Südliche Ägäis. Die 66,419 km² große Dodekanes-Insel liegt etwa 7 km südwestlich von Karpathos und rund 70 km nordöstlich von Kreta und ist damit die südlichste Insel der Dodekanes. Der Prionas ist mit 601 Metern der höchste Berg der Insel.

## Orte und Einwohner
Nach der Volkszählung 2011 leben 1084 Einwohner auf Kasos, davon 357 im Haupt- und Hafenort Fry (Φρυ (n. sg.)). Einwohner- und flächenmäßig größtes Dorf ist Agia Marina (Αγία Μαρίνα) mit 444 Bewohnern, südwestlich von Fry auf circa 150 Meter Höhe gelegen. Die weiteren Dörfer sind Arvanitochorio (Αρβανιτοχώριο), Poli (Πόλι), Panagia (Παναγία) und Emborio (Εμποριό) sowie der isoliert im äußersten Westen gelegene Weiler Chadies.

## Landschaft und Vegetation
Die zahlreichen aufgegebenen terrassierten Flächen bis in abgelegenste Stellen der kargen Insel prägen die Landschaft. Sie lassen auf eine früher sehr viel größere Bevölkerungsdichte schließen. Heute ist Kasos sehr kahl, auf den felsigen Berghängen wächst nur niedrige Phrygana. Es gibt keine Brunnen, die nicht-aufbereitungsbedürftiges Süßwasser liefern.

## Wirtschaft und Geschichte

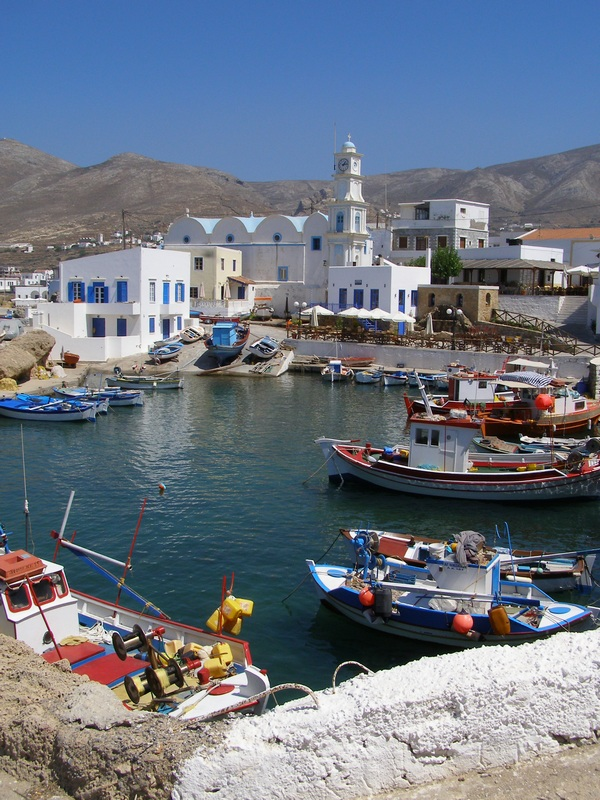
Der alte Hafen von Fry

Schon die Minoer der Vorpalastzeit hatten Handelskontakte nach Kasos, auch den Phöniziern war die Insel bekannt. In der gut geschützten Bucht „Chelatros“ im Süden der Insel wurden Reste einer minoischen Siedlung gefunden. Der frühere Name der Insel „Aphros“ („Schaum“) bezieht sich vermutlich auf die meist von hohen Wellen umschäumte Nordküste der Insel. Seefahrt und Handel blieben bis ins 19. Jahrhundert die wirtschaftliche Grundlage der Insel, die damit auch einen gewissen Reichtum erlangen konnte. So konnten die Inselbewohner zur Zeit des griechischen Befreiungskrieges 1821 an die 100 Schiffe in den Dienst der griechischen Revolution stellen. Die Türken zogen daraufhin 1824 eine Flotte von 45 Kriegsschiffen bei der kleinen Nachbarinsel Armathia vor Kasos zusammen. Unter Leitung des Admirals Ishmael Gibraltar wurde die Insel nach ausdauerndem Artilleriebeschuss erobert und nahezu entvölkert. Die türkische Besatzung wurde 1912 durch die Italiener abgelöst. Diese verboten den „befreiten“ Bewohnern von Kasos, die griechische Flagge zu hissen, welche daraufhin in einem Akt zivilen Ungehorsams jede weiß getünchte Fläche mit der griechischen Flagge bemalten. Erst nach dem Zweiten Weltkrieg und dem Abzug der italienischen Besatzung wurde Kasos 1948 mit Griechenland vereint.
Seit Beginn des 21. Jahrhunderts befindet sich die Wirtschaft der Inselbewohner im Umbruch: Mit Geldern der EU und der griechischen Regierung wird die Umstellung von Fischfang und Landwirtschaft auf Tourismus als Haupterwerbsquelle forciert.

## Verkehrsverbindungen und Tourismus
Die Fähre Piräus–Kreta–Rhodos (LANE-Lines) läuft Kasos dreimal wöchentlich an. Nach Karpathos besteht zusätzlich eine lokale, zur Saison tägliche Verbindung mit einem kleinen Schiff ohne Autotransportmöglichkeit.
Die Wege zwischen den Orten sind allesamt asphaltiert, selbst der abgelegene Strand von Chelatro und das 400 m hoch gelegene Kloster des auf der Insel populären Agios Mamas (Άη Μάμας) lassen sich gut erreichen. Im Hafenort Fry gibt es Autoverleih, einige Hotels und Pensionen, Reiseagenturen und Internetcafés.
Der Mangel an spektakulären Badestränden oder Sehenswürdigkeiten hat den Tourismus bis Ende des 20. Jahrhunderts von Kasos ferngehalten, zumindest als Tagesausflugsziel ab Karpathos hat er sich jedoch inzwischen in Fry etabliert. Die Beschaulichkeit und Ursprünglichkeit wurden als touristisch attraktiv erkannt, viele Häuser wurden im traditionellen Stil restauriert.

### Flughafen Kasos
Der Flughafen Kasos ( IATA: KSJ, ICAO: LGKS) liegt einen Kilometer nordwestlich vom Hauptort Fry entfernt und wurde 1998 eröffnet. Die asphaltierte Start- und Landebahn mit einer Ausrichtung von 09/27 ist 982 m lang und 25 m breit. Der Flughafen liegt auf einer Höhe von 11 m (35 ft) über dem Meeresspiegel.
Er wird bedient von Sky Express mit Flügen nach Karpathos und Rhodos.